# Claytonia heterophylla
Claytonia heterophylla är en källörtsväxtart som först beskrevs av John Torrey och Gray, och fick sitt nu gällande namn av J.R. Swanson. Claytonia heterophylla ingår i släktet vårskönor, och familjen källörtsväxter. Inga underarter finns listade i Catalogue of Life.